# Tシャツに口紅
「Tシャツに口紅」（ティーシャツにくちべに）は、1983年9月1日に発売されたラッツ&スターの2枚目（シャネルズ時代から通算すると11枚目）のシングル。

## 解説
- シャネルズ（後のラッツ&スター）がデビューする前から交流のあった大瀧詠一がラッツ&スターのために初めて手掛けたシングル（実際には、大瀧はシャネルズのデビュー曲として「スパイスソング」という曲を用意していたのだが、それは使われなかった）
- セールスは振るわなかったものの、リーダーの鈴木雅之は「早すぎた名曲」と語っている。
- 両曲ともアルバム『SOUL VACATION』収録。

## 収録曲
両曲　作詞：松本隆　作曲：大瀧詠一
1. Tシャツに口紅
  - 編曲：井上鑑
  - ミキシングは、大瀧の『NIAGARA MOON』でアシスタントエンジニアをしていたG・H助川（助川健）が担当した。
2. 星空のサーカス
  - 編曲：宿霧十軒
  - オリジナルアルバム『SOUL VACATION』にも収録されたが、アルバムバージョンは、シングルと異なるバージョンで、シングルのエンディングはクシャミがあったが、アルバムでは口笛である。
  - 『EIICHI OHTAKI Song Book I 大瀧詠一 作品集 Vol.1 （1980-1998）』には、エンディングでウッフンと言っている未発表のバージョンで収録された。なお、この「ウッフン」は、大瀧によると田代まさしがやっていたとの事である。
  - 2006年にゴスペラッツによって、この曲と「スパイスソング」のメドレーの「星空のサーカス〜ナイアガラへの愛を込めて編〜」としてカバーされた。イントロや間奏にあるコーラスは上記しているが、大瀧が彼らのデビュー曲として書いていた「スパイスソング」のイントロにあったコーラスであり、大瀧も自身の曲「ROCK'N'ROLL退屈男」でメロディーは違えど、同じフレーズのコーラスを用いている。

## カバー
Tシャツに口紅
- 鈴木雅之 - ベスト・アルバム『MEDIUMSLOW』（2000年3月8日）に収録
- クレイジーケンバンド - トリビュート・アルバム『ナイアガラで恋をして Tribute to EIICHI OHTAKI』（2002年11月20日）に収録
- ハナレグミ - トリビュートカバーアルバム『風街であひませう』（2015年6月24日）に収録[2]。
- 大滝詠一 - セルフカバーアルバム『DEBUT AGAIN』（2016年3月21日発売）に収録[3]
- 鈴木雅之 - カバー・ベストアルバム『DISCOVER JAPAN DX』（2022年2月23日）に収録

星空のサーカス
- ゴスペラッツ - 『ゴスペラッツ』（2006年4月19日）
- 大滝詠一 - セルフカバーアルバム『DEBUT AGAIN』（2016年3月21日発売）に収録[3]